# 1989-es Copa América (keretek)
A következő lista tartalmazza az Brazíliában rendezett, 1989-es Copa Américan részt vevő nemzeteinek játékoskereteit. A tornát 1989. július 1-e és 16-a között rendezték.